# Eyre Sealy
Eyre Sealy – barbadoski trener piłkarski.

## Kariera trenerska
W 1998 oraz od stycznia 2007 do czerwca 2008 roku prowadził reprezentację Barbadosu. Potem trenował União Agrícola Barbarense FC.